# سينثيا ببر
سينثيا ببر (بالإنجليزية: Cynthia Pepper)‏ هي ممثلة أمريكية، ولدت في 4 سبتمبر 1940 في هوليوود في الولايات المتحدة.

## أعمال

### أفلام
- ملكة الدماثة 2 مسلحة ورائعة[4]

## وصلات خارجية
- سينثيا ببر على موقع IMDb (الإنجليزية)
- سينثيا ببر على موقع قاعدة بيانات الفيلم (الإنجليزية)